# 司
司（し/つかさ）は、日本古代の律令制において主に省のもとに置かれた官司の等級の一つである。

## 概要
職や寮と並び主に省（中務・治部・刑部・兵部・大蔵・宮内の各省）や衛門府・京職のもとに置かれて事務を行った。前二者との違いは基本職員である四等官の数の違いにある。通常四等官は長官・次官・判官・主典の四者から構成されるが､司の場合は基本的に次官が欠けている。また､前二者が省との間はある程度の独立関係であるのに対し､こちらはほぼ完全に省など上級機関の統制下に置かれている。職・寮・司の中で最も格が低いため､現業部門が多く平安時代に大部分が整理・統合された。
内兵庫のように形式的に独立した司もある。
基本的に「－司」と司の文字が後につくが内兵庫だけは普通つけない。春宮坊管下は監（げん）および署（しょ）と呼ばれる機関があるが､これも司の一種である。
司は職員の人数などによってさらに四等級に分けることができる。

## 司の一覧
- 大司:四等官の構成は正（正六位上）-佑（従七位下）-大令史（大初位上）-少令史（大初位下）
  - 画工司（中務省）
  - 内薬司
  - 諸陵司（治部省）
  - 兵馬司（兵部省）
  - 鼓吹司
  - 造兵司
  - 贓贖司（刑部省）
  - 囚獄司
  - 典鋳司（大蔵省）
  - 掃部司
  - 正親司（宮内省）
  - 内膳司※
  - 造酒司
  - 鍛冶司
  - 官奴司
  - 園池司
  - 東・西市司（左右京職）
- 中司:四等官の構成は正（正六位下）-佑（正八位上）-令史（大初位下）
  - 内礼司（中務省）
  - 喪儀司（治部省）
  - 主船司（兵部省）
  - 漆部司（大蔵省）
  - 縫部司
  - 織部司
  - 采女司（宮内省）
  - 土工司
  - 隼人司（衛門府→兵部省）
  - 内兵庫（独立）
- 小司・監:四等官の構成は正（従六位上）-佑（正八位下）-令史（少初位上）
  - 主水司（宮内省）
  - 主油司
  - 内掃部司
  - 筥陶司
  - 内染司
  - 主膳監（春宮坊）
  - 主蔵監
  - 舎人監
- 下司・署:四等官の構成は正・首（従六位下）-令史（少初位下）
  - 主鷹司（兵部省）
  - 主殿署（春宮坊）
  - 主馬署
  - 主工署
  - 主兵署
  - 主書署
  - 主漿署
- その他
  - 斎院司(官位が他より高く四等官の名称も異なる)
  - 芳野監(一時期設置された地方官の一つ。名称が監であるため、ここにも記載する。）
  - 和泉監(和泉国が設置される前に一時期置かれていたとされる。)

※内膳司の長官は奉膳と称し2名いた。また次官として典膳（6名）が存在していた。これらは令制以前からの伝統による。